# Kostas Tsimikas
Kostas Tsimikas, właśc. Konstandinos Tsimikas (gr. Κωνσταντίνος „Κώστας” Τσιμίκας; ur. 12 maja 1996 w Salonikach) – grecki piłkarz, występujący na pozycji obrońcy w angielskim klubie Liverpool oraz w reprezentacji Grecji.

## Życiorys
W czasach juniorskich trenował w MGS Panserraikos i Olympiakosie SFP. W 2015 roku dołączył do seniorskiej drużyny tego drugiego. W rozgrywkach Superleague Ellada zadebiutował 19 grudnia 2015 w wygranym 2:0 meczu z AEL Kallonis. Do gry wszedł w 74. minucie, zastępując Omara Elabdellaoui. W 2016 roku został wraz z klubem mistrzem kraju. Od 1 stycznia do 30 czerwca 2017 przebywał na wypożyczeniu w duńskim Esbjergu fB. 1 lipca 2017 został wypożyczony na rok do holenderskiego Willema II Tilburg.
W reprezentacji Grecji zadebiutował 12 października 2018 w wygranym 1:0 spotkaniu z Węgrami.

## Sukcesy

### Olympiakos
- Mistrzostwo Grecji: 2015/2016, 2019/2020
- Puchar Grecji: 2019/2020

### Liverpool
- Puchar Anglii: 2021/2022
- Puchar Ligi Angielskiej: 2021/2022

### Wyróżnienia
- Najlepszy grecki piłkarz w Superleague Ellada: 2019/2020[6]
- Drużyna sezonu Superleague Ellada: 2019/2020[7]